# Seminars in Cancer Biology
Seminars in Cancer Biology is een internationaal, aan collegiale toetsing onderworpen wetenschappelijk tijdschrift op het gebied van de oncologie. De naam wordt in literatuurverwijzingen meestal afgekort tot Semin. Canc. Biol. Het wordt uitgegeven door Elsevier en verschijnt tweemaandelijks.